# پبلاسین د آریو
پبلاسین د آریو (به اسپانیایی: Población de Arroyo) یک شهرستان در اسپانیا است که در استان پالنسیا واقع شده‌است.

## خصوصیات
پبلاسین د آریو ۲۲ کیلومترمربع مساحت و ۸۸ نفر جمعیت دارد.